# I Am Woman (Emmy Meli)
I Am Woman is een single van de Amerikaanse zangeres Emmy Meli uit 2021.

## Achtergrond
I Am Woman is geschreven door Emily Catherine Lomeli en geproduceerd door Okano. Het nummer is ontstaan vanuit een mantra die Meli dagelijks tegen zichzelf zei. In het nummer somt de zangeres haar goede kwaliteiten op. Een 44 seconden durende versie van het nummer werd in 2021 veel gebruikt in video's op TikTok. Dit gebeurde nadat de zangeres deze versie eerst zelf op het videodeelplatform had gedeeld. De trend rondom het nummer was dat vrouwen foto's van zichzelf lieten zien, met het nummer op de achtergrond. Meli maakte het nummer af en bracht het eind 2021 uit als single.

## Hitnoteringen
Mede door de aandacht op TikTok kwam het nummer in veel hitlijsten. Hoge noteringen werden niet gehaald. De hoogste notering was de 15e positie in Nieuw-Zeeland. In Nederland kwam het tot de 82e plek van de Single Top 100 en de derde plek van de Tipparade van de Nederlandse Top 40. In de Vlaamse hitlijst kwam het tot de 48e positie.